# Santana do Jacaré (ort)
Santana do Jacaré är en ort i Brasilien.   Den ligger i kommunen Santana do Jacaré och delstaten Minas Gerais, i den sydöstra delen av landet, 600 km sydost om huvudstaden Brasília. Santana do Jacaré ligger 784 meter över havet och antalet invånare är 4 613.
Terrängen runt Santana do Jacaré är platt åt nordväst, men åt sydost är den kuperad. Santana do Jacaré ligger nere i en dal. Närmaste större samhälle är Campo Belo, 15,2 km väster om Santana do Jacaré.
Omgivningarna runt Santana do Jacaré är huvudsakligen savann. Runt Santana do Jacaré är det ganska glesbefolkat, med 42 invånare per kvadratkilometer.